# Carlos Sepúlveda Morelo
Carlos Andrés Sepúlveda Morelos (Montería, Córdoba, Colombia; 3 de mayo de 1997) es un futbolista colombiano. Juega de Centrocampista.

## Biografía
Nació en 1997, es una de las promesas de Jaguares de Córdoba, que tras la llegada del director técnico Hubert Bodhert logró debutar el 18 de septiembre del 2016, entrando por Edier Tello al minuto 86, su equipo empató 1-1 ante el DIM.

## Clubes
| Club                | País     | Año         |
| ------------------- | -------- | ----------- |
| Jaguares de Córdoba | Colombia | 2016 - 2018 |

## Estadísticas
| Club                           | Temporada           | Liga  | Liga  | Copa Nacional | Copa Nacional | Copa Internacional | Copa Internacional | Total | Total | Prom. · |
| Club                           | Temporada           | Part. | Goles | Part.         | Goles         | Part.              | Goles              | Part. | Goles | Prom. · |
| ------------------------------ | ------------------- | ----- | ----- | ------------- | ------------- | ------------------ | ------------------ | ----- | ----- | ------- |
| Jaguares de Córdoba · Colombia | 2016                | 9     | 0     | 0             | 0             | 0                  | 0                  | 9     | 0     | 0,0     |
| Jaguares de Córdoba · Colombia | 2017                | 0     | 0     | 4             | 0             | 0                  | 0                  | 4     | 0     | 0,0     |
| Jaguares de Córdoba · Colombia | 2018                | 1     | 0     | 0             | 0             | 0                  | 0                  | 1     | 0     | 0,0     |
| Jaguares de Córdoba · Colombia | Total               | 10    | 0     | 4             | 0             | 0                  | 0                  | 14    | 0     | 0,00    |
| Total en su carrera            | Total en su carrera | 10    | 0     | 4             | 0             | 0                  | 0                  | 14    | 0     | 0,00    |